# Maryse Wolinski
Pour les articles homonymes, voir Wolinski (homonymie).
Maryse Wolinski, née Bachère le 3 mai 1943 à Alger et morte le 9 décembre 2021 à Paris, est une journaliste et romancière française.
Épouse de Georges Wolinski, dessinateur à Charlie Hebdo, assassiné en janvier 2015, elle lui consacre trois livres après sa mort.

## Biographie
Née à Alger en 1943 dans une famille conservatrice, Maryse Bachère passe une partie de son enfance entre Paris et le Sud-Ouest où à vingt ans, après des études supérieures de journalisme, elle commence sa carrière en presse écrite. Après avoir travaillé à Bordeaux, au quotidien Sud Ouest, elle intègre les pages « société » du Journal du dimanche, où elle rencontre en 1968 le dessinateur Wolinski. Ils se marient en 1971, avec, dans la corbeille de mariage, deux petites filles à élever issues du premier mariage de Georges ; trois ans plus tard naît leur fille Elsa. Devenue free lance, Maryse Wolinski participe à plusieurs rédactions, dont celles de F Magazine, Elle et du Généraliste, journal destiné aux médecins. Elle collabore surtout aux pages du Monde-Dimanche, supplément au Monde quotidien.
Pour Elsa, Maryse écrit des contes et une Histoire des femmes. Elle adapte pour la télévision, avec le réalisateur Alain Nahum, son premier livre publié : La Divine Sieste de papa. Cette fiction musicale pour laquelle elle écrit ses premières chansons, destinées aux acteurs Carlos, Bernadette Lafont et Sarah Mesguich, est diffusée pour la soirée de Noël, sur France 3, en 1986. Le scénario fait l’objet d’une nouvelle publication qui comprend les textes des chansons et remporte le prix du meilleur livre de jeunesse.
Après une troisième publication destinée aux enfants : Les Sorcières du Boisjoli, chez Hatier, dans la collection de l’Amitié, elle écrit des nouvelles pour la revue Nouvelles Nouvelles, tout en continuant à écrire des chansons, comme pour le concert-spectacle de Catherine Bériane, mis en scène par Daniel Mesguich, puis pour la chanteuse canadienne Diane Tell, avec une chanson phare, en 1988 : Je pense à toi comme je t’aime. La même année, est publié, avec succès de presse et d'estime, son premier roman, aux éditions Flammarion, sous l’égide de Françoise Verny : Au Diable Vauvert.
L'écriture intime prend le pas sur le reportage et en 1990, elle publie un second roman : Le Maître d’amour, plus tard adapté par la compagnie Jean-Claude Gallotta et Marylin Alasset, avec elle-même dans le rôle de l’auteur, au printemps 2009. Après avoir collaboré à une série télévisée dirigée par Jean-Claude Carrière, Association de bienfaiteurs, diffusée sur France 3, elle publie, cette fois, aux éditions Albin Michel, un troisième roman : La femme qui aimait les hommes. Le livre entre dans la liste des best-sellers, quelque temps avant la publication de la Lettre ouverte aux hommes qui n’ont toujours rien compris aux femmes. Nouvelle entrée dans la liste des best-sellers. Trois romans suivent, tous publiés en livre de poche et au Grand livre du mois : Graines de Femmes, La Tragédie du Bonheur et La Chambre d’amour. Entre-temps, elle écrit le concept et participe à l’écriture de plusieurs scénarios de la série télévisée, destinée à TF1 Protection rapprochée.
Végétarienne passionnée lorsque le XXIe siècle commence, elle s’intéresse à l’univers de la nutrition et dans un livre-document : Si tu veux maigrir, mange !, fustige les régimes. Publication en livre de poche et au Grand Livre du mois. Au cours de son enquête, elle rencontre des médecins qui découvrent et pratiquent une nouvelle médecine : celle de la prévention de l’âge. L’espérance de vie ne cesse d’augmenter, autant garder la forme physique et intellectuelle. Convaincue, elle enquête auprès de spécialistes, le professeur Baulieu en tête, et sort, en 2001 et 2004, deux ouvrages sur le sujet : Nous serons toujours jeunes et beaux et L’Ivresse de vivre. En 2002, elle collabore à un ouvrage collectif : Manger pour vivre ?, dans la collection Forum Diderot, aux Presses universitaires de France.
La même année, elle fait paraître un récit, Chambre à part, dans lequel elle s’interroge sur les couples formés dans les années 1970 et en particulier, mais à travers la fiction, sur le sien. En 2005, le livre, qui a remporté un succès, sort au Livre de Poche. En mars 2008, La Mère qui voulait être femme, roman en chantier depuis de nombreuses années, sort en librairie, toujours édité par les éditions du Seuil. Trois générations de femmes d’une même famille s’affrontent au cours d’une journée exceptionnelle.
En mars-avril 2009, l’Alliance française l’invite pour une tournée de conférences en Inde. Ateliers avec des étudiants à Mumbai et conférences. Rencontres à Goa avec des universitaires et des étudiants.
En juin 2009, elle participe, à la Maison de la Culture de Grenoble, au spectacle, adapté de son second roman, Le Maître d’amour, par Claude-Henri Buffard, chorégraphié par Jean-Claude Gallotta et mis en scène par Marylin Alasset. Sept représentations avec huit danseurs, comme les personnages échappés de son roman et Maryse, jouant l’auteur ne reconnaissant plus ses personnages.
Parallèlement, les éditions de poche Points rééditent Le Maître d’amour et La Mère qui voulait être femme. Le 6 mai 2010 sort aux éditions du Seuil son roman La Sibylline. Et les éditions Points rééditent son tout premier roman Au Diable Vauvert.
En juin 2010, l’Alliance française l’invite pour une tournée de conférences au Venezuela, où elle participe à des ateliers avec des étudiants et des conférences.
Le 17 mars 2011, son récit Georges, si tu savais... paraît aux éditions du Seuil. En janvier 2016, Le Seuil publie le roman Chérie, je vais à Charlie, récit du 7 janvier 2015.
Maryse Wolinski est franc-maçonne, initiée depuis avril 2004, vénérable maîtresse de la loge L’Odyssée de la Liberté, membre de la Grande Loge féminine de France,.
Elle meurt le 9 décembre 2021 à Paris à l'âge de 78 ans, des suites d'un cancer du poumon,,. Elle est inhumée auprès de son mari au cimetière du Montparnasse (division 4).

## Œuvres

### Romans
- Au Diable vauvert, Flammarion, 1988
- Le Maître d'amour, Flammarion, 1992
- Graines de femme, Albin Michel, 1996
- La Femme qui aimait les hommes, 1998 Albin Michel
- La Tragédie du bonheur, 1998 Albin Michel
- La Chambre d'amour, Albin Michel, 1998
- La Mère qui voulait être femme, Seuil, 2008
- La Sibylline, Seuil, 2010
- La Passion d'Edith S., Seuil, 2014
- Chérie, je vais à Charlie, Seuil, 2016

### Récits
- Chambre à part, Albin Michel, 2002
- Georges, si tu savais..., Seuil, 2011[10][réf. à confirmer]
- Le Goût de la belle vie, Seuil, 2017
- Au risque de la vie, Seuil, 2020[8]

### Essais
- Lettre ouverte aux hommes qui n'ont toujours rien compris aux femmes, Albin Michel, 1993
- L'Adoption, une autre naissance, Bernard Barrault
- Si tu veux maigrir, mange !, Albin Michel, 2000
- Nous serons toujours jeunes et beaux, Albin Michel, 2001
- L'Ivresse de vivre : le défi de la longévité, Albin Michel, 2004